# Tano Sulci
I Tano Sulci sono una struttura geologica della superficie di Tritone.